# Familia Crood
Familia Crood (titlu original: The Croods) este un film de animație și comedie din anul 2013 produs de DreamWorks Animation și distribuit de 20th Century Fox. A fost regizat și scris de Chris Sanders și Kirk DeMicco. Vocile au fost asigurate de Nicolas Cage, Emma Stone, Ryan Reynolds, Catherine Keener, Clark Duke, Cloris Leachman, Randy Thom.